# Nebijka, Kiverți
Nebijka (în ucraineană Небіжка) este un sat în comuna Ozerțe din raionul Kiverți, regiunea Volînia, Ucraina.

## Demografie
Componența lingvistică a localității Nebijka
     Ucraineană (97,31%)
     Rusă (1,54%)
     Alte limbi (1,15%)
Conform recensământului din 2001, majoritatea populației localității Nebijka era vorbitoare de ucraineană (97,31%), existând în minoritate și vorbitori de rusă (1,54%).